# A Behanding in Spokane
A Behanding in Spokane è un'opera teatrale del drammaturgo britannico di origini irlandesi Martin McDonagh, debuttata a New York nel 2010. È l'unica pièce di McDonagh ad essere ambientata negli Stati Uniti.

## Trama
Un uomo misterioso di nome Carmichael sta cercando la sua mano sinistra da ventisette anni. Una coppietta litigiosa, Toby e Marilyn, hanno fissato un incontro con Carmichael, che offre una generosa ricompensa in cambio del suo arto perduto, un arto che la coppia sostiene di avere. L'eccentrico Mervyn si mette nel mezzo della transazione, rischiando di mandare tutto a monte.

## Produzioni
La pièce debuttò al Gerald Schoenfeld Theatre di Broadway, New York, il 4 marzo 2010, con anteprime a partire dal 15 febbraio. La commedia nera rimase in cartellone per 108 repliche, fino al 6 giugno 2010. John Crowley curava la regia, mentre il cast comprendeva Christopher Walken (Carmichael), Sam Rockwell (Mervyn), Anthony Mackie (Toby) e Zoe Kazan (Marilyn). Particolarmente apprezzata fu l'interpretazione di Walken, che venne candidato al Tony Award al miglior attore protagonista in un'opera teatrale.
Nel novembre 2018 la commedia viene portata in scena per la prima volta in Italia, al Teatro Belli di Roma, con la regia di Carlo Sciaccaluga e la produzione di AriaTeatro.